# Lipiec 2004

## 1 lipca2004
- Holandia objęła półroczną prezydencję w Unii Europejskiej.
- W Iraku odbyły się pierwsze przesłuchania w procesie Saddama Husajna.
- Sonda Cassini-Huygens weszła na orbitę Saturna.
- Ponad 200 tys. mieszkańców Hongkongu demonstrowało w obronie demokracji w 7. rocznicę przejęcia tego miasta przez Chiny.

## 2 lipca2004
- Kilku amerykańskich parlamentarzystów z partii demokratycznej zażądało udziału obserwatorów międzynarodowych podczas wyborów prezydenckich 2 listopada.
- Sejm wybrał nowych wicemarszałków Kazimierza M. Ujazdowskiego (PiS) i Józefa Zycha (PSL) oraz skład Komisji śledczej w sprawie PKN Orlen.

## 5 lipca2004
- Australia i Tajlandia podpisały umowę o wolnym handlu.

## 6 lipca2004
- Józef Gruszka (PSL) został wybrany przewodniczącym komisji śledczej w sprawie PKN Orlen na jej pierwszym posiedzeniu.

## 7 lipca2004
- Poseł SLD Andrzej Pęczak, zamieszany w aferę w łódzkim Funduszu Ochrony Środowiska, zawiesił członkostwo w partii i zrezygnował z funkcji sejmowych.
- Katolicka archidiecezja portlandzka ogłosiła bankructwo po tym jak nie była w stanie opłacić odszkodowań związanych z molestowaniem seksualnym chłopców przez niektórych księży.

## 12 lipca2004
- Filipiny ogłosiły wycofanie swoich wojsk z Iraku.

## 14 lipca2004
- Prezydent Jacques Chirac ogłosił przeprowadzenie we Francji referendum dotyczącego ratyfikacji traktatu konstytucyjnego UE w 2005 r.

## 15 lipca2004
- Przebywający w Polsce prezydent Niemiec Horst Köhler zapewnił, że żadna poważna niemiecka siła polityczna nie poprze roszczeń majątkowych wysuwanych przeciwko Polsce.
- Po miesiącu urzędowania odszedł z rządu minister zdrowia Marian Czakański. Do resortu wrócił Marek Balicki.

## 20 lipca2004
- W Strasburgu odbyło się pierwsze posiedzenie nowego Parlamentu Europejskiego. Dwaj Polacy – Jacek Saryusz-Wolski i Janusz Onyszkiewicz zostali jego wiceprzewodniczącymi.

## 21 lipca2004
- Na miejsce Andrzeja Raczki został powołany nowy minister finansów Mirosław Gronicki.

## 28 lipca2004
- Jacek Walczykowski został powołany na prezesa PKN Orlen.

## 29 lipca2004
- Amerykański senator John Kerry został formalnie zatwierdzony, jako kandydat Partii Demokratycznej na prezydenta w wyborach 2 listopada.

## 31 lipca2004
- W Warszawie otwarto Muzeum Powstania Warszawskiego.